# 1988年冬季残疾人奥林匹克运动会新西兰代表团
1988年冬季残疾人奥林匹克运动会新西兰代表团是新西兰派出的1988年冬季残疾人奥林匹克运动会代表团。获得1枚银牌。